# Villeneuve-sur-Fère

Villeneuve-sur-Fère este o comună în departamentul Aisne din nordul Franței. În 1 ianuarie 2022 avea o populație de 285 de locuitori.

## Personalități născute aici
- Paul Claudel (1868 - 1955), scriitor.